# Paul-Agricole Génin
Paul-Agricole Génin (* 14. Februar 1832 in Avignon; † 22. Dezember 1903 in Paris) war ein französischer Flötist und Komponist (der zuweilen in Konzertprogrammen zu lesende Vorname Pierre Agricole rührt vielleicht von einer Verwechslung mit einem späteren Flötisten namens Pierre Gen(n)in her).
Génin studierte am Conservatoire de Paris bei Jean-Louis Tulou und Louis Dorus. 1861 wurde er dort mit einem Ersten Preis ausgezeichnet. Später wirkte er als Soloflötist am Théâtre-Italien sowie im Orchestre Colonne in Paris.
Génin hinterließ mehr als 60 Kompositionen für Flöte und Klavier, darunter Carnaval de Venise op. 14, geschrieben für seinen Kollegen Eugène Damaré.